# Floribella
Floribella er en opera af C.E.F. Weyse til en libretto af Casper Johannes Boye. Operaen fik premiere i København den 29. januar 1825.